# San Bartolomeo al Mare
Pour les articles homonymes, voir San Bartolomeo.
San Bartolomeo al Mare est une commune italienne de la province d'Imperia dans la région Ligurie en Italie.

## Administration
| Période                                  | Période | Identité | Étiquette | Qualité |
| ---------------------------------------- | ------- | -------- | --------- | ------- |
|                                          |         |          |           |         |
| Les données manquantes sont à compléter. |         |          |           |         |

### Communes limitrophes
Andora, Cervo, Diano Castello, Diano Marina, Diano San Pietro, Villa Faraldi